# Callithomia phagesia
Callithomia phagesia är en fjärilsart som beskrevs av William Chapman Hewitson 1869. Callithomia phagesia ingår i släktet Callithomia och familjen praktfjärilar. Inga underarter finns listade i Catalogue of Life.